# Vensjön
Vensjön är en sjö i Hultsfreds kommun och Vetlanda kommun i Småland och ingår i Emåns huvudavrinningsområde. Sjön är 17 meter djup, har en yta på 1 kvadratkilometer och befinner sig 116 meter över havet. Sjön avvattnas av vattendraget Sällevadsån. Vid provfiske har bland annat abborre, braxen, gädda och löja fångats i sjön.

## Delavrinningsområde
Vensjön ingår i det delavrinningsområde (637002-148684) som SMHI kallar för Utloppet av Vensjön. Medelhöjden är 170 meter över havet och ytan är 12,32 kvadratkilometer. Räknas de 4 avrinningsområdena uppströms in blir den ackumulerade arean 99,45 kvadratkilometer. Sällevadsån som avvattnar avrinningsområdet har biflödesordning 2, vilket innebär att vattnet flödar genom totalt 2 vattendrag innan det når havet efter 119 kilometer. Avrinningsområdet består mestadels av skog (83 %). Avrinningsområdet har 1 kvadratkilometer vattenytor vilket ger det en sjöprocent på 8,1 %.

## Fisk
Vid provfiske har följande fisk fångats i sjön:
- Abborre
- Braxen
- Gädda
- Löja
- Mört
- Sik
- Siklöja